# Petkumer Deichvorland
Koordinaten: 53° 19′ 39″ N, 7° 16′ 35″ O

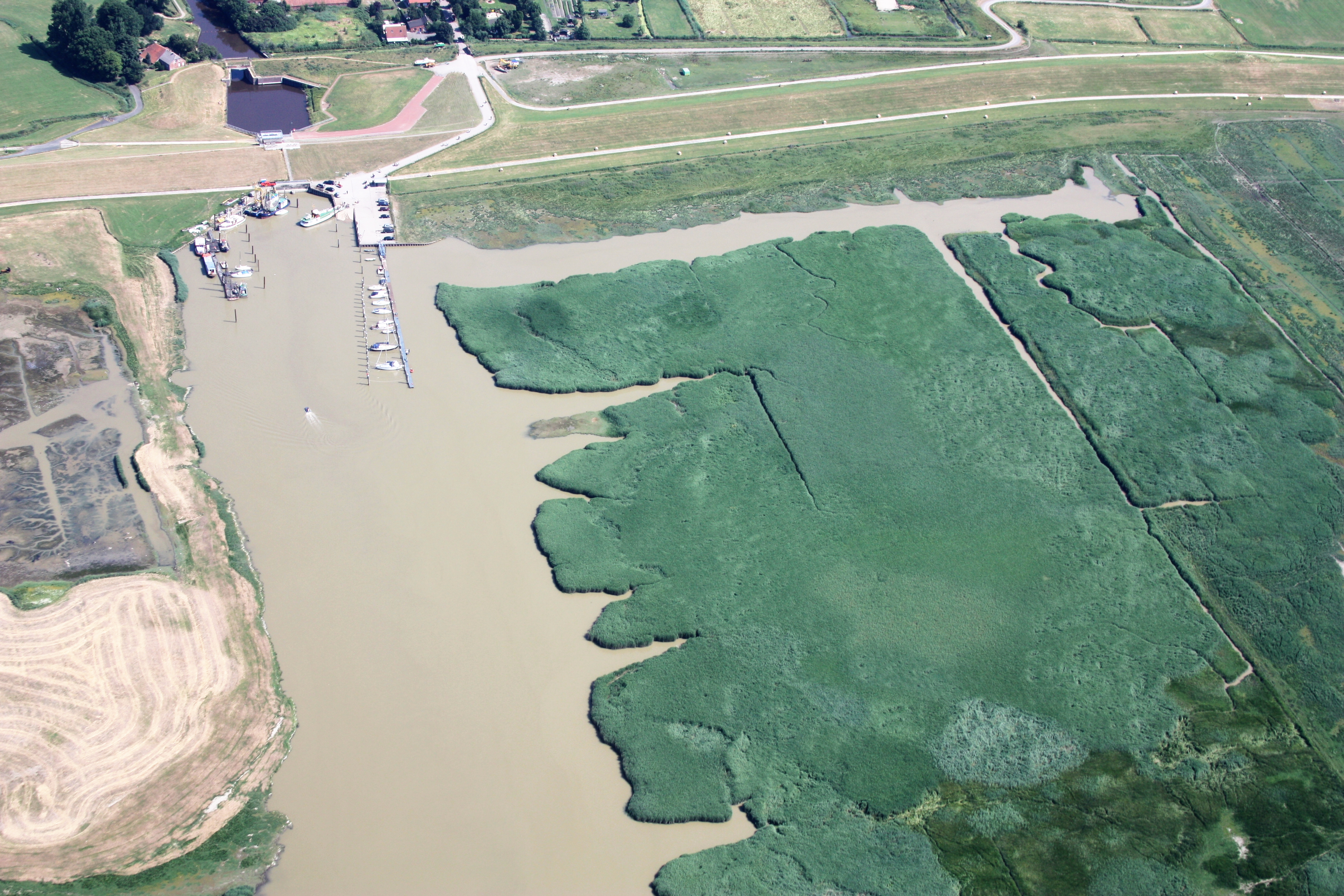
Petkumer Deichvorland

Das Petkumer Deichvorland ist ein ehemaliges Naturschutzgebiet in der niedersächsischen Stadt Emden und der Gemeinde Moormerland im Landkreis Leer.
Das Naturschutzgebiet mit dem Kennzeichen NSG WE 219 war 200 Hektar groß. Davon entfielen 195 Hektar auf die Stadt Emden und 5 Hektar auf den Landkreis Leer. Das Naturschutzgebiet war vollständig Bestandteil des FFH-Gebietes „Unterems und Außenems“ und zum großen Teil Bestandteil des EU-Vogelschutzgebietes „Emsmarsch von Leer bis Emden“. Es stand seit dem 30. Juli 1994 unter Naturschutz. Zum 15. Juni 2017 ging es in dem neu ausgewiesenen Naturschutzgebiet „Unterems“ auf. Zuständige untere Naturschutzbehörden waren die Stadt Emden und der Landkreis Leer.
Das ehemalige Naturschutzgebiet liegt am nördlichen Ufer der Ems vor der Deichlinie bei Petkum. Das Gebiet ist geprägt von Salzwiesen, tidebeeinflussten Prielen und Flusswatten sowie Brackwasserröhrichten. Es hat eine hohe Bedeutung für Wat- und Wasservögel. Neben anderen sind Brandgans, Säbelschnäbler, Kiebitz, Uferschnepfe, Rotschenkel, Austernfischer, Wiesenpieper, Blaukehlchen, Teich- und Schilfrohrsänger hier heimisch.
Im Gebiet befindet sich das Petkumer Siel mit dem Anleger für die Fähre nach Ditzum. Das ehemalige Naturschutzgebiet ist vom Deich aus gut einsehbar.